# Glóssa
Glóssa är en ort i Grekland.   Den ligger i prefekturen Nomós Magnisías och regionen Thessalien, i den östra delen av landet, 130 km norr om huvudstaden Aten. Glóssa ligger 298 meter över havet och antalet invånare är 987. Den ligger på ön Nisí Skópelos.
Terrängen runt Glóssa är varierad. Havet är nära Glóssa åt nordväst.Runt Glóssa är det ganska glesbefolkat, med 43 invånare per kvadratkilometer. Närmaste större samhälle är Skiáthos, 10,8 km väster om Glóssa. I omgivningarna runt Glóssa växer i huvudsak blandskog.